# Peter H. Werhahn
Peter Heinz Werhahn (* 5. Mai 1913 in Berlin; † 9. November 1996 in Königsdorf) war ein deutscher Unternehmer.

## Leben
Peter Heinz Werhahn, Sohn aus der Ehe von Peter Werhahn und Adele Herfeldt-Werhahn, legte 1932 sein Abitur in Neuss am humanistischen Gymnasium ab. Er studierte von 1932 bis 1938 Volkswirtschaft an der Eberhard-Karls-Universität Tübingen und Christian-Albrechts-Universität zu Kiel. 1938 wurde er mit der Dissertation Kapitalexport und Schuldentransfer im Konjunkturverlauf zum Dr. rer. pol. promoviert. Seit 1932 war er Mitglied der katholischen Studentenverbindung AV Guestfalia Tübingen.
Seit 1938 war er im Familienunternehmen Wilh. Werhahn KG in Neuss tätig und ab den 1960er-Jahren war er auf Vorstandsebene für die Bereiche Braunkohletagebau, Schneidwarenhersteller, Einzelhandel und Bank zuständig. Schließlich war er von 1978 bis 1983 im Verwaltungsrat der Wilh. Werhahn KG. Er war Direktor und Gesellschafter der Horremer Brikettfabrik und anderer Unternehmen sowie Aufsichtsrat der Heinrich Bergbau AG, später auch Aufsichtsrat der Ytong AG in München und der Wanderer Werke AG in Krefeld sowie der Commerzbank AG.
Werhahn war 1949 einer der Mitbegründer des Bundes Katholischer Unternehmer (BKU). Er gehörte mit Franz Greiss, Werner Habig, Theophil Herder-Dorneich, Werner Linnemann, August Küster, Wilhelm Naegel und Peter Zettelmeyer dem ersten Vorstand als Vizepräsident an. Von 1960 bis 1964 war er als bisher einziger Deutscher Präsident der Internationalen Vereinigung Christlicher Unternehmer UNIAPAC. Er veröffentlichte zahlreiche Schriften zu volkswirtschaftlichen, sozial-politischen und ethischen Fragestellungen.
Peter H. Werhahn war verheiratet mit Anne Marie, geb. Kallen.

## Schriften
- Kapitalexport und Schuldentransfer im Konjunkturverlauf. Dissertation. 1937.
- Menschenbild, Gesellschaftsbild und Wissenschaftsbegriff in der neueren Betriebswirtschaftslehre. Faktortheoretischer Ansatz, entscheidungsorientierter Ansatz und Systemansatz im Vergleich. Haupt Verlag, Bern 1980, ISBN 3-258-02949-0.
- Das internationale Schuldenproblem. Historische und aktuelle Aspekte. Deutscher Instituts-Verlag, 1985, ISBN 3-602-24733-3.
- Kirche – Wirtschaft : Dialog im Spannungsfeld ihrer geistigen Grundlagen. In: Beiträge zur Gesellschafts- und Bildungspolitik. Deutscher Instituts-Verlag, 1986, ISBN 3-602-24866-6.
- Der Unternehmer: seine ökonomische Funktion und gesellschaftspolititsche Verantwortung. Paulinus Verlag, Trier 1990, ISBN 3-7902-5200-X.
- The Entrepreneur. His Economic Function and Social Responsibility. 1990, ISBN 3-7902-5201-8.
- Verantwortung für die Zukunft. Perspektiven und Probleme der Bevölkerungsentwicklung und Familienplanung. Bonifatius Verlag, 1993, ISBN 3-87088-796-6.